# Corral

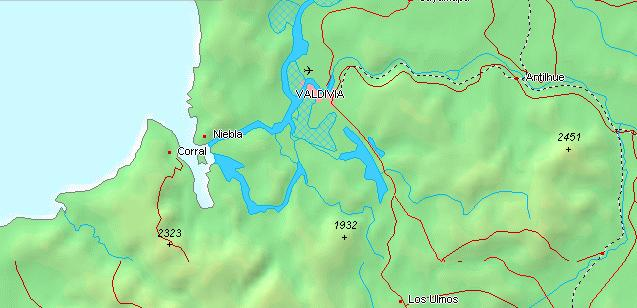
Corral

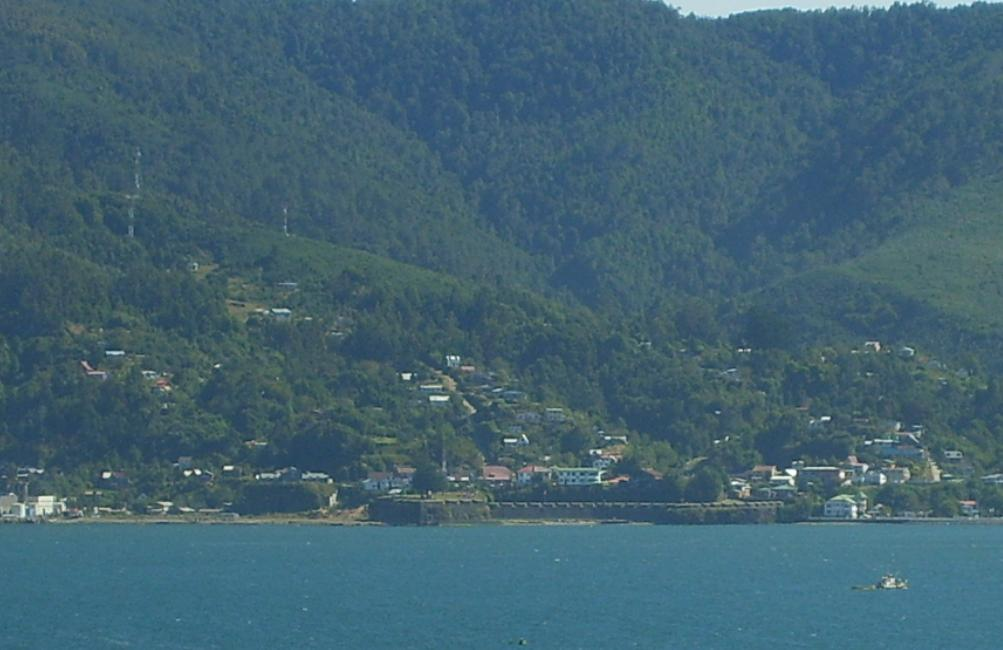
Widok z morza

Corral – miasto w środkowym Chile, nad Oceanem Spokojnym.
Liczba mieszkańców wynosi ok. 3 tys.